# Christian Friedrich Schuricht

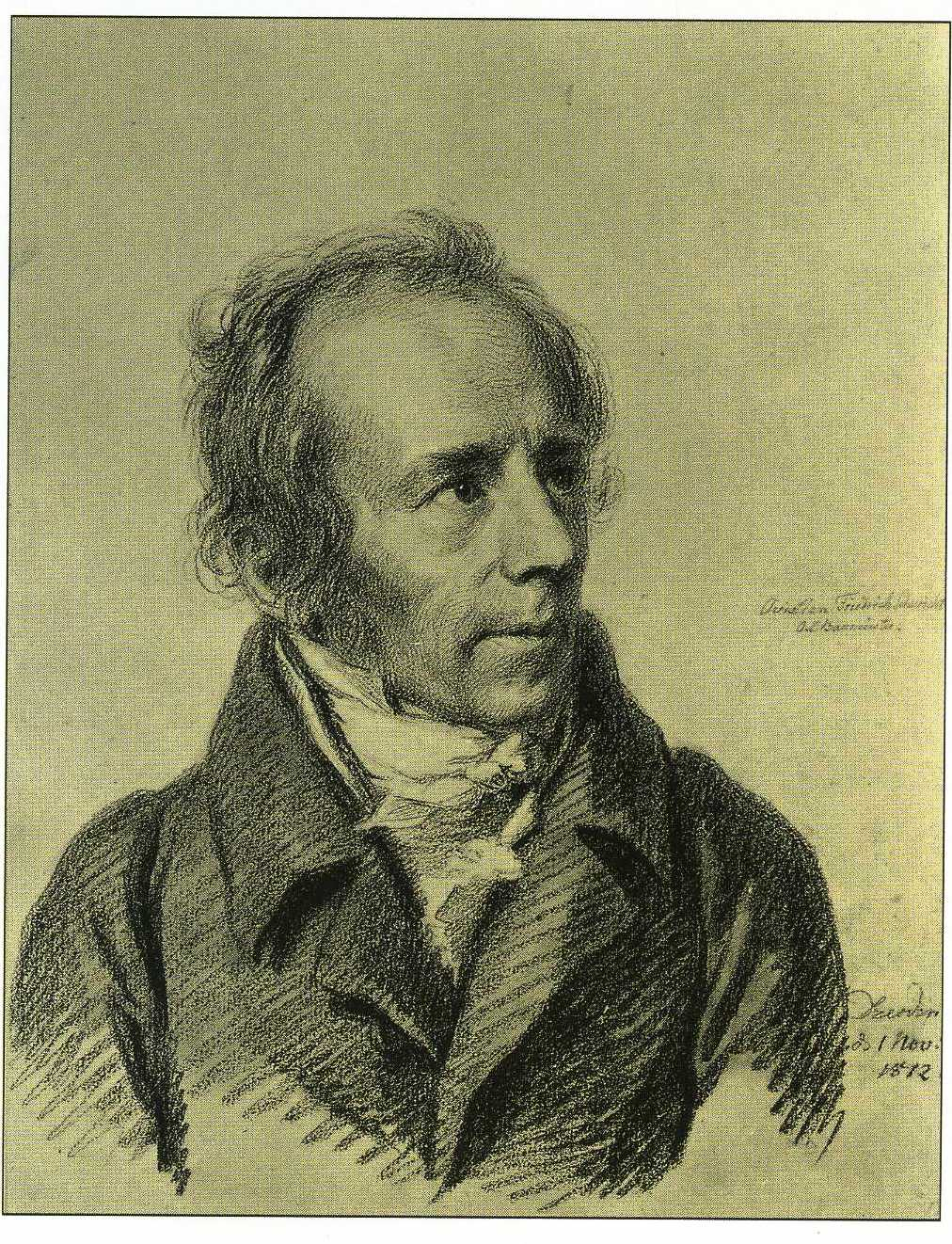
Schuricht

Christian Friedrich Schuricht (* 5. März 1753 in Dresden; † 2. August 1832 ebenda) war ein deutscher Architekt des Klassizismus, Baubeamter, Gartenarchitekt, Kupferstecher und Zeichner.

## Leben
Schuricht war Schüler von Friedrich August Krubsacius. Er errichtete 1814 im Auftrage des Fürsten Nikolai Grigorjewitsch Repnin-Wolkonski das dritte Belvedere im klassizistischen Stil. Das Gebäude wurde bis zu seinem Abriss (1842) als Gaststätte genutzt. Er war Mitglied der vereinigten Dresdner Freimaurerlogen „Zu den drey Schwertern“ und „Zu den Wahren Freunden“.
Ab 1796 beeinflusste er den Architekten Clemens Wenzeslaus Coudray.
Die Schurichtstraße in Dresden trägt seinen Namen.

## Bauwerke und Gartenanlagen (Auswahl)
- um 1780: Landschaftsgarten Grünfelder Park in Waldenburg
- 1788–1791: Umbau von Schloss Ebersdorf in Saalburg-Ebersdorf
- 1790–1804: Chinesischer Garten mit Pavillon im Schlosspark Pillnitz
- 1791–1798: Innenausbau des Römischen Hauses in Weimar (gemeinsam mit dem Maler Johann Heinrich Meyer)
- 1792–1796: Dorfkirche Zitzschen
- 1795: Schloss Kuckuckstein in Liebstadt (u. a. mit Carl August Benjamin Siegel)
- vor 1799: Monopteros für den Schlosspark in Bad Köstritz
- 1800: Umbau von Schloss Gaußig
- 1801: evangelische Stadtkirche St. Marien in Greiz[1]
- 1802: Entwurf für Schloss Kačina bei Kuttenberg (Ausführung durch Georg Fischer und Johann Philipp Joendl)
- 1801–1807: Erweiterung des Schlossgartens zu einem Park in Saalburg-Ebersdorf
- 1811–1814: Vogelsches Gartenhaus am Neustädter Elbufer in Dresden
- 1814: Bau des dritten Belvedere in Dresden (1842 abgebrochen)
- 1818: Senatssaal der Bergakademie Freiberg[2]
- 1819–1826: Neues Palais in Pillnitz

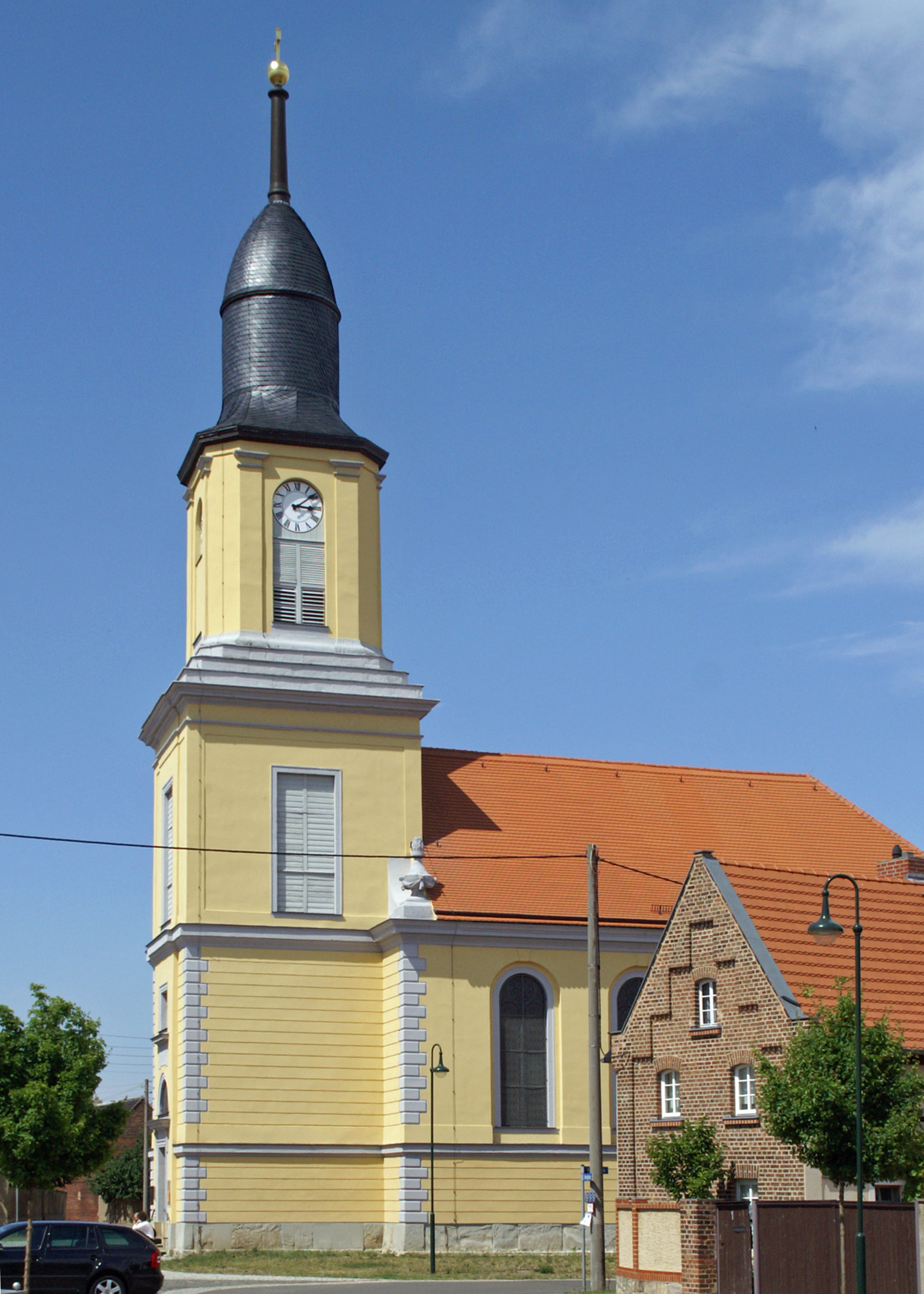
Kirche in Zitzschen
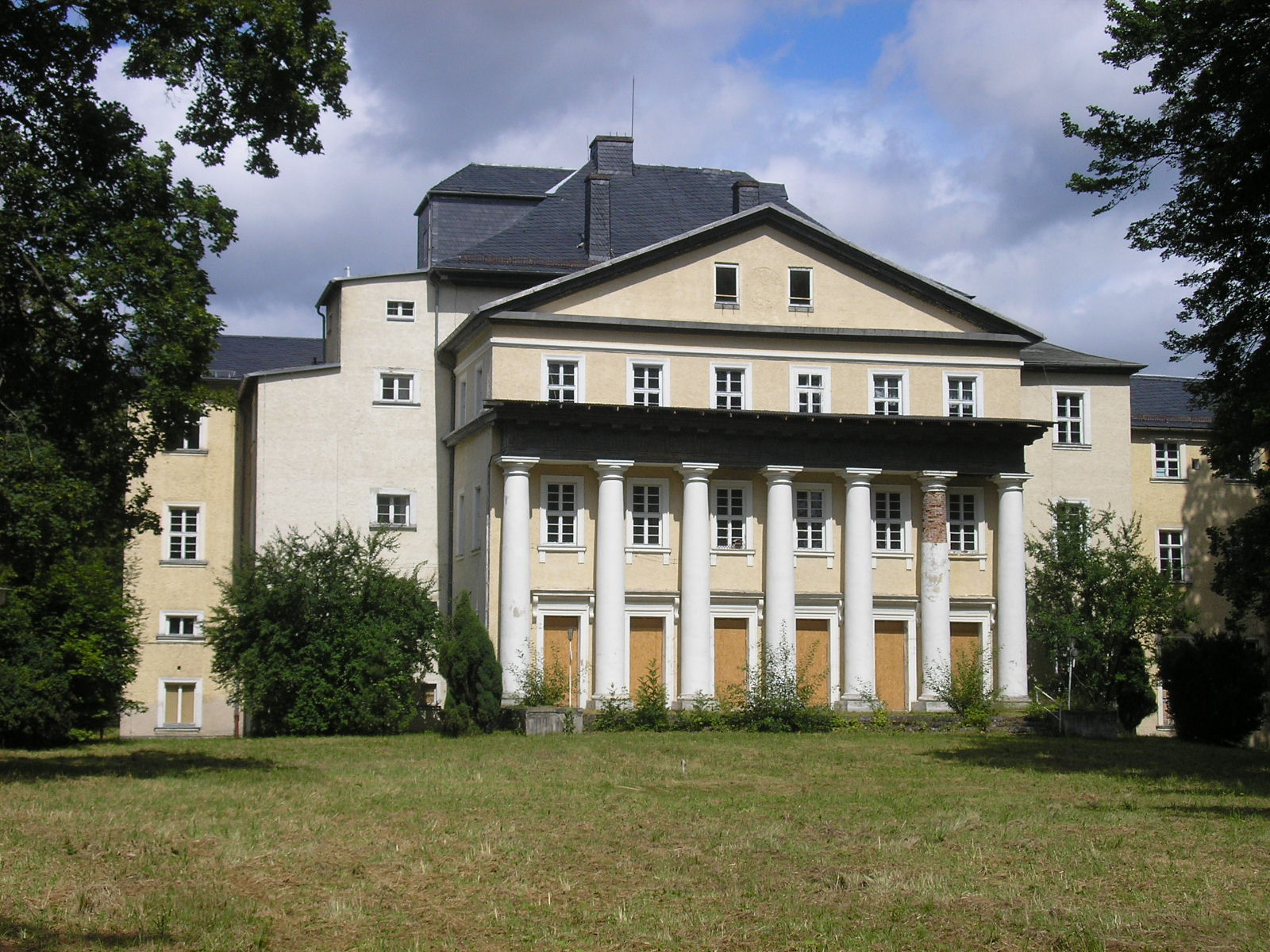
Westfassade des Schlosses in Ebersdorf
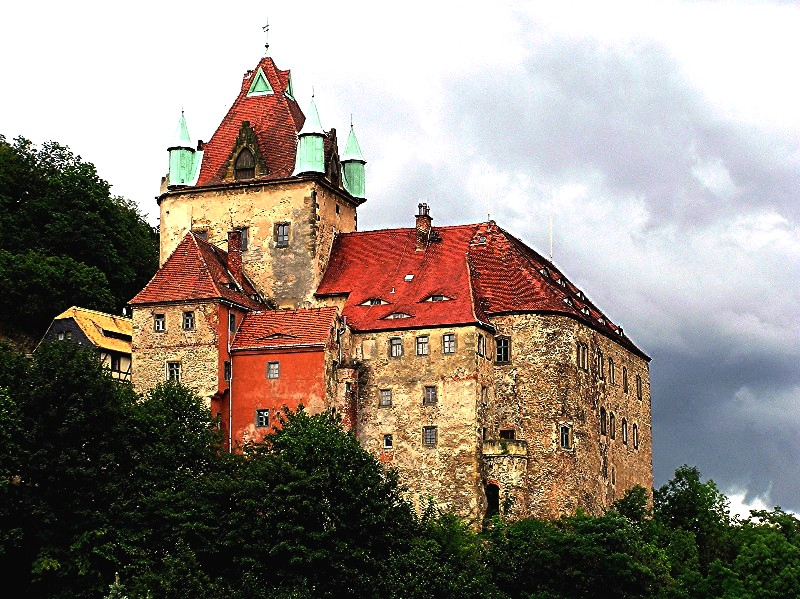
Schloss Kuckuckstein in Liebstadt
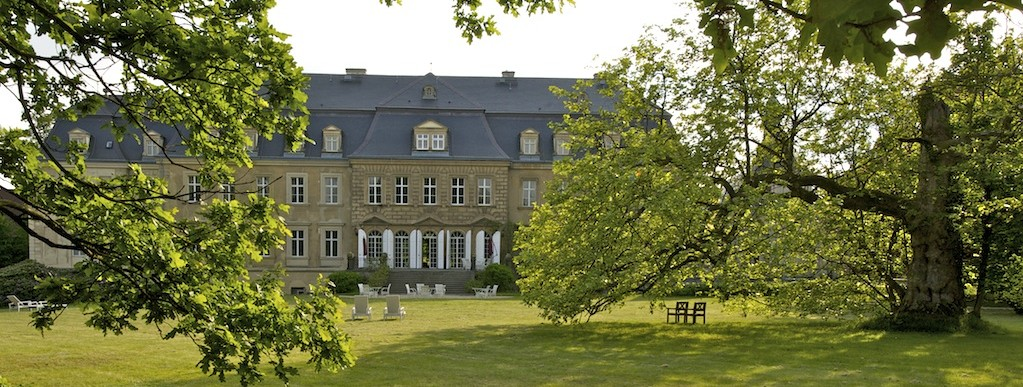
Schloss Gaußig
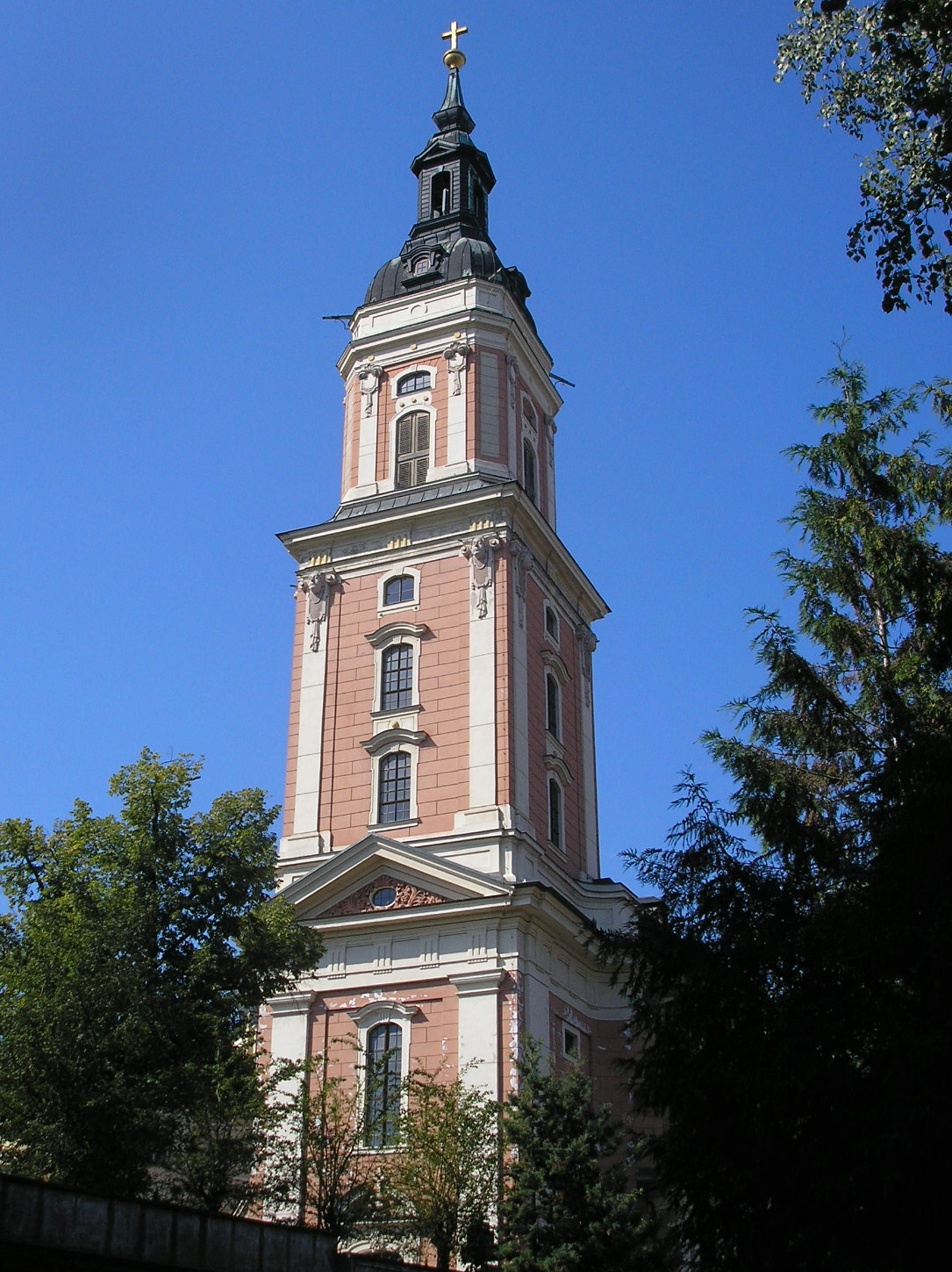
Turm der Stadtkirche in Greiz
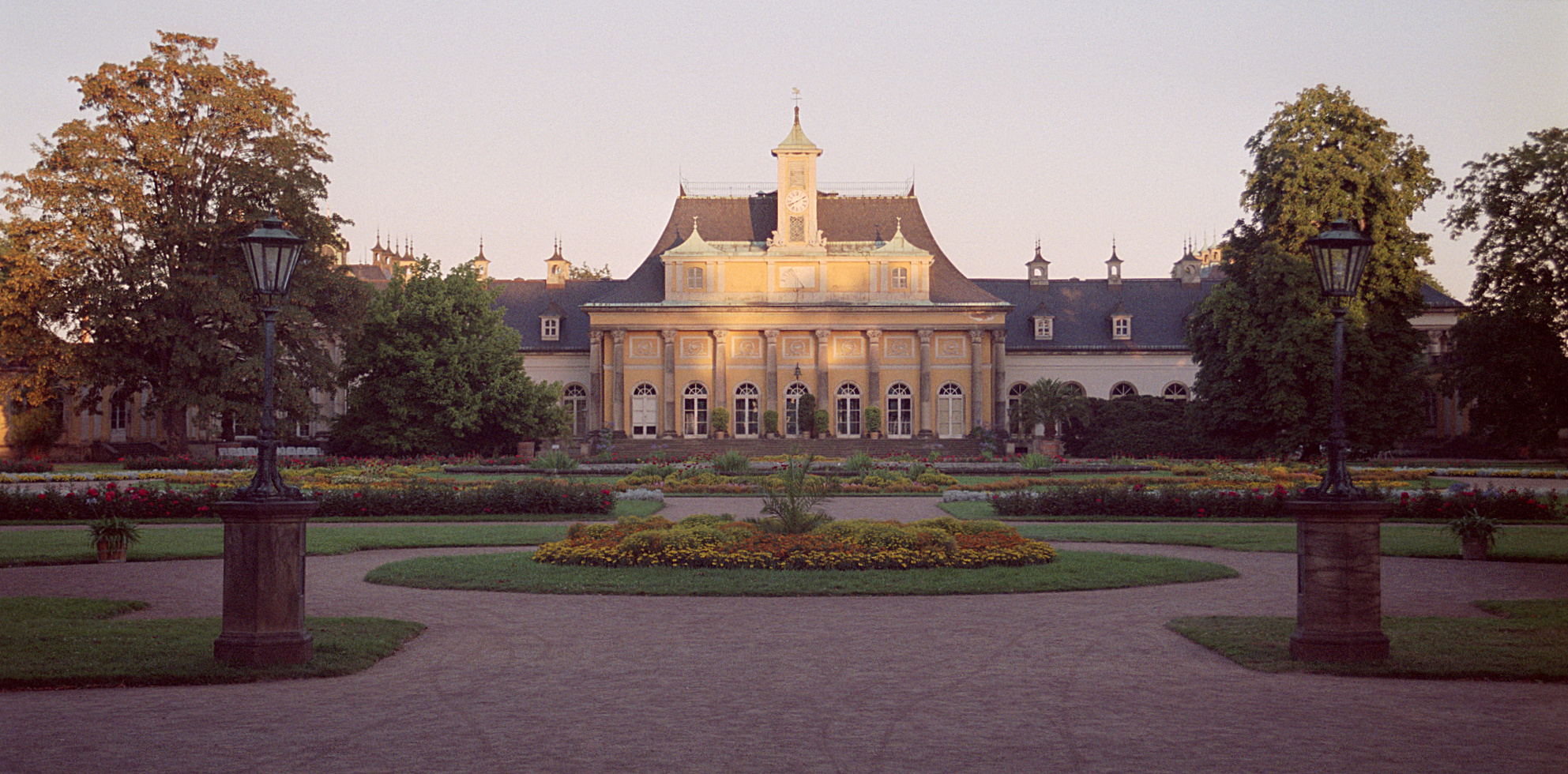
Neues Palais in Pillnitz

## Zeichnungen (Auswahl)

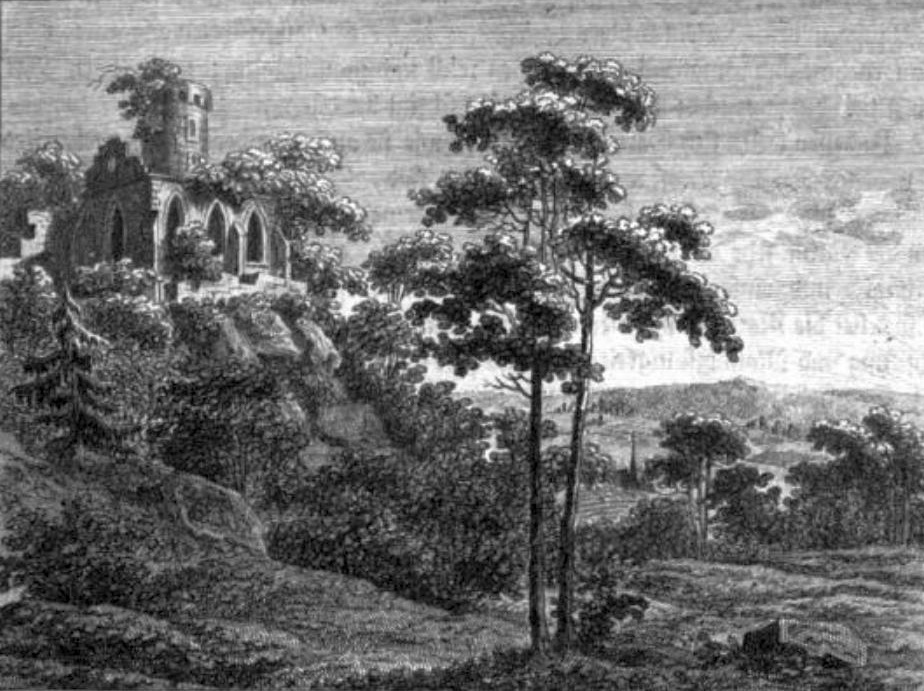
Künstliche Ruine

- 1782: Medardus-Thoenert-Denkmal der Freundschaft
- 1782: Künstliche Ruine[3] – Diese Zeichnung diente höchstwahrscheinlich als Vorlage zur 1785 errichteten gotischen Ruine in Pillnitz.